# Bukarešta
Bukarešta (romunsko București ) je glavno mesto in kulturno, gospodarsko središče Romunije. Mesto leži na jugovzhodu države ob bregovih reke Dâmbovița. Nekdaj je bila Bukarešta znana kot citadela Dâmbovița.
Po evropskih standardih Bukarešta ni staro mesto, zgodovinarji domnevajo, da je bila ustanovljena šele leta 1459. Od tedaj se je mesto zelo spremenilo, leta 1862 je postalo glavno mesto Romunije in se postopno uveljavilo tudi kot kulturno središče. Eklektično mestno arhitekturo predstavljajo zgradbe raznih slogov različnih zgodovinskih obdobij, med seboj so pomešane zgradbe iz komunističnega obdobja, moderne, baroka itd. V obdobju med obema vojnama si je elegantna arhitektura elitnejše mestne četrti v Bukarešti prislužila naslov Mali Pariz oziroma Vzhodni Pariz (Micul Paris). Čeprav je bilo mnogo zgradb in območij zgodovinskega središča uničenih med drugo svetovno vojno, zaradi potresov in nato zaradi Ceaușescovega načrta sistemske prilagoditve države, so mnoge stavbe dobro ohranjene. V zadnjih letih je mesto doživelo gospodarski in kulturni razcvet.

## Etimologija
Romunsko ime București ima negotov izvor. Tradicija povezuje ustanovitev Bukarešte z imenom bucur, ki je bil po različnih legendah princ, izobčenec, ribič, pastir ali lovec. V romunščini koren besede bucurie pomeni 'veselje', ('sreča') in se domneva, da je dačanskega izvora.
Osmanski popotnik in raziskovalec Evlija Čelebi je domneval, da je bila Bukarešta imenovana po Abu Karișu iz plemena Kurajš. Leta 1781 je avstrijski zgodovinar Franz Sulzer trdil, da je ime povezano z besedami bucurie (veselje), bucuros (veselo) ali bucura (postati vesel), medtem ko je v knjigi iz 19. stoletja, ki je bila objavljena na Dunaju, domneva, da ime izhaja iz besede bukovie – bukov gozd.
Prebivalci so Bukareščani (romunsko bucureștean).

## Zgodovina

### Ustanovitev mesta, rezidenca vlaških princev
Bukarešta je prvič omenjena v listini iz 20. septembra 1459. Odlok je izdal vojvoda in poveljnik Vlad Țepeș z vzdevkom Drakula (Drăculea ).
V drugi polovici 15. stoletja se je Bukarešta razvila, ker se je po 1400 razvila obrt s kovači, lončarji in strojarji in kot Curtea (rezidenca princev) Vlaške. Princ Radu Lepi je 14. oktobra 1465 izdal listino o kraljevem prebivališču v Bukarešti. Mesto je postalo knežje in trgovsko središče, združeno z več naselji. Med letoma 1459 in 1625 je bilo na območju današnje Bukarešte 41 naselij.
Nato je Bukarešto kot prestolnico Vlaške zamenjalo mesto Târgoviște. Glavni trg je bil zgrajen okrog ulice Lipscani.

### Osmansko obdobje
Osmansko cesarstvo se je v 14. stoletju razširilo iz Male Azije na ozemlje današnje Romunije. Že leta 1394 je prva osmanska vojska napadla Donavo. Nato je kneževina Vlaška prvič postala zavezana plačevanju dajatev.
Pod osmanskim  suzerenstvom je Bukarešta doživela razcvet zaradi prisotnosti sodišča in vračanja tujih trgovcev. Prebivalstvo se je povečalo in razvila se je urbana struktura s številnimi novimi stavbami. Leta 1545 je princ Mircea Ciobanul postavil prvo mestno obzidje v obliki palisade. Velik del kmetijskih zemljišč v okolici mesta je bil označen kot dežela mestnega prebivalstva (moșia orășenilor), označena z mejniki. 
Trideset let pozneje, leta 1574 in 1575, pa tudi leta 1594, se je prebivalstvo v Bukarešti povečalo kljub vse večjemu davku visoki porti. Poleg tega je sodelovala pri bojih Mihaela Hrabrega proti osmanski vojski. Osvojil jo je veliki vezir Koca Sinan paša avgusta 1595 po bitki pri mestu Călugăreni. Izbruhnil je požar. Jeseni istega leta je bila druga bitka v bližini Bukarešte, med katero so se Turki umaknili in uničili del mesta. Zato se je knežji sedež do leta 1626 preselil v Târgoviște. Kmalu po prevzemu oblasti je princ Aleksandru Coconul 10. novembra 1626 rezidenco preselil nazaj v Bukarešto.
Po 1632 je princ Matej Basarab, zadnji iz vladajoče vlaške družine na prestolu, v Bukarešti zgradil številne stavbe. Zaradi napetega odnosa z Osmani se je princ okoli leta 1640 preselil v Târgoviște. Knežji sedež je ostal v Bukarešti. Naslednik Basaraba, princ Konstantin Șerban, se  je maja 1654 ponovno preselil v Bukarešto. Naslednje leto je bil sedež današnje Narodne banke mesto upora pehote proti bojarjem. Ob nemirih se je princ Șerban umaknil v Târgoviște, preselil knežji sedež in mesto prepustil požaru.
Po ustoličenju je princ Georgij Gika 20. decembra 1659 knežji sedež prenesel v Bukarešto. V istem letu je bilo mesto pod pritiskom Osmanskega cesarstva in edina rezidenca vojvod. Bukarešta je tega leta postala deželni sedež Vlaške. Leta 1668 je princu v Bukarešto sledilo pravoslavno versko vodstvo. V tem obdobju se je prebivalstvo povečalo na približno 60.000 in se razširilo na 21 okrožij (mahalale). Takrat je bilo v mestu okoli 100 cerkva. Med vladanjem Șerbana I. Cantacuzina in Constantina Brâncoveana je Bukarešta doživela daljše obdobje razcveta. Po naročilu knezov so zgradili prve bolnišnice, tiskarne, šole, številne cerkve, palačo Mogoșoaia in čudovito glavno cesto Podul Mogoșoaia. Moči lačen princ Brâncoveanu pa je tudi odpravil župana in mestni svet in si pridržal pravico do vladanja.
Ko so vladali Fanarioti (1716−1821), so bili prebivalci zaradi višjih dajatev in davkov, pa tudi nepotizma in korupcije ogroženi, tako da je to obdobje sinonim za izkoriščanje, korupcijo in slabo upravljanje. Nekoliko kasneje je Stephen Racoviță doživel upor. Čeprav je princ premagal upornike, so bili uvedeni nasilni povračilni ukrepi visoke porte.
Člani knežje družine Ypsilantis so bili pomembni v Bukarešti. Med vladanjem Aleksandra Ypsilantisa je bilo narejenih veliko olepšav mesta in zgrajen prvi vodovod (1779). Princ je zaradi pogostega poplavljanja Dâmbovițe zgradil obvodni kanal. Hkrati se je v mestu začel prvi industrijski razvoj tovarn. Tako je bila leta 1764 zgrajena tovarna voska, leta 1766 za oblačila, leta 1767 papirnica. Leta 1811 je bilo v trgovini in obrti zaposlenih že 2981 ljudi.
Razvoj je bil za kratek čas prekinjen med rusko-turško vojno, ko je princ Nikolaj Mavrogenes 26. oktobra 1789 pobegnil iz mesta skupaj s približno tisoč vojaki. Mesto so dva tedna kasneje, 10. novembra 1789, zasedli Avstrijci in 4. avgusta 1791 je bil objavljen mir. V obdobju od leta 1793 do leta 1812 je bilo veliko raznih naravnih nesreč, požarov in epidemij.

### Prehodno obdobje (1807 do 1861)
Prvi bukareški mir se je končal 28. maja 1812, ko se je nadaljevala vojna med Rusijo in Osmanskim cesarstvom.
Okrepljeno izkoriščanje vlaških ljudskih množic ter širjenje revolucionarnih idej francoske buržoazije in hetairije (grško ἑταιρία hetairía) je na prelomu stoletja vplivala na protiosmansko javno mnenje. Med uporom, ki je sledil, je vladar Vlaške Tudor Vladimirescu ostal v Bukarešti od marca do maja 1821. To je povzročilo nasilne povračilne ukrepe turških vojakov, ki so kasneje zasedli Bukarešto. Poniževanje se je končalo šele z umikom vojske septembra 1822 in kronanjem kneza Grigorija IV. Gike. Po sporazumu iz Odrina leta 1829 je bila Bukarešta pod rusko zaščito. Od tega leta do leta 1834 je mesto vodil general Pavel Kiselyov. Med njegovim mandatom je bil na pobudo ruskih okupacijskih organov leta 1831/1832 uveden organizacijski predpis (Règlement organique, romunsko Regulamentul Organic, rusko Organizational Regulat), prvi ustavni zakon v podonavskih pokrajinah, tj. v Vlaški in Moldaviji, predhodnih državah današnje Romunije, in  ostal veljavnen do leta 1858. Ustanovljena je bila komisija, ki je olepšala mesto. Mestne meje so bile ponovno določene. Izvedeni so bili tudi drugi urbanistični razvojni ukrepi, kot je gradnja promenade in tržnice.
Velik požar v komercialnem delu mesta je 23. marca 1847 uničil okoli 2000 hiš. Po požaru je sledila načrtovana rekonstrukcija. Naslednje leto je bila Bukarešta središče vlaške revolucije. Revolucija, ki se je začela 11. junija 1848, je bila krvavo zatrta tri mesece kasneje zvečer 13. septembra na gori Spirei. Spomenik na tej točki danes spominja na dogodek. Med letoma 1853 in 1856 so Bukarešto zaporedoma zasedale ruska, turška in avstrijska vojska.
V Bukarešti so kot prvem romunskem mestu maja 1857 uvedli kerozinske svetilke za cestno razsvetljavo. V istem letu se je po odloku sultana v Bukarešti sestal divan − začasna skupščina. 9. oktobra 1857 je sprejela resolucijo, ki je opredelila združitev Romunije v državo.

### Prestolnica Romunije, industrializacija do prve svetovne vojne
Aleksandru Ioan Cuza je 24. decembra 1861 razglasil ustanovitev kneževine Romunije, sestavljene iz donavske kneževine Moldavije in Vlaške. Leto kasneje sta se kneževini združili z Bukarešto kot glavnim mestom. Ustanovitelj države Alexandru Ioan Cuza je bil kritiziran in se je moral leta 1866 posloviti. Začasna vlada je na priporočilo istega leta za kneza sprejela Karla I. (Eitel Friedrich von Hohenzollern-Sigmaringen), ki je nastopil 10. maja 1866 po uradnih volitvah v Bukarešti.
Leta 1869 je glavno mesto dobilo prvo železniško progo, ki je Bukarešto povezala z Giurgiujem. Dve leti kasneje je bila do severne postaje speljana prva tramvajska proga (konjski tramvaj) prek trga Piațe St. Georg do Piața Obor. Po štirih letih gradnje je bila leta 1872  odprta severna postaja, stekel je tudi železniški promet med Bukarešto in Ploieștijem.
Po berlinskem kongresu je bila leta 1878 Romunija priznana kot neodvisna. 26. marca 1881 je bila razglašena kraljevina Romunija, Bukarešta pa postala kraljevo mesto. Mlado kraljestvo je bilo usmerjeno na zahod, zlasti v Francijo. Pri poznejši modernizaciji je bila Prusija idejni in tehnološki dobavitelj.
Do konca 19. stoletja je Bukarešta postopoma postala industrijski center, še posebej v lahki industriji. Pet glavnih bančnih ustanov vključno z Narodno banko, Banko Romunije, Kmetijsko banko in od leta 1898 diskontno banko je Bukarešta postala državni finančni center. Leta 1890 je na Calea Victoriei zasvetila električna razsvetljava. V tem času je bila zgrajena nova prometna pot iz Obora do Cotrocenija. Leta 1896 je bil na isti trasi prvi električni tramvaj.
Leta 1886 je bukareški mir končal vojno med Srbijo in Bolgarijo. Druga balkanska vojna se je končala leta 1913 s podpisom bukareške mirovne pogodbe med Srbijo, Grčijo in Romunijo na eni strani ter Bolgarijo na drugi strani.

### Od prve do druge svetovne vojne
Med prvo svetovno vojno je Bukarešto 6. decembra 1916 po bitki pri Argeșu do mirovne pogodbe 7. maja 1918 zasedla nemška vojska. [29] S pobegom kralja in vlade je bil Iași začasna prestolnica Romunije. Pomen mesta se je po prvi svetovni vojni ponovno povečal, saj je bil glavno mesto Velike Romunije.
Od leta 1918 do začetka druge svetovne vojne se je mestna površina povečala za 5600 do 7800 hektarjev. Število prebivalcev se je v istem obdobju povečalo s 380.000 na 870.000. Naftni delavci in železniški delavci so nehali delati zaradi vse slabših življenjskih razmer. 16. februarja 1933 je bila stavka v delavnicah Grivița kruto zatrta.
Z gradnjo osi Piața Victoriei in Piața Sf. Gheorghe med letoma 1936 in 1940 po pariškem modelu bulvarja Henrija Martina in bruseljskega bulvarja Louise je mesto dobilo vzdevek Vzhodni ali Mali Pariz. V 40-ih se je živahna gradbena dejavnost nadaljevala v sodobnem, mednarodnem slogu, z imeni, kot je Le Corbusier.

### Bukarešta med drugo svetovno vojno
V drugi svetovni vojni se je po začetni nevtralnosti 23. novembra 1940 Romunija pridružila trojnemu paktu. Neposredna posledica je bila oblikovanje Železne garde 4. septembra 1940. General Ion Antonescu je prisilil Karla II., da je odstopil v korist svojega 19-letnega sina Mihaela. Mesec dni kasneje, 8. oktobra, so nemške sile prešle romunsko mejo. Kmalu zatem se je Wermacht preselil v Bukarešto. Januarja 1941 je spodletel poskus državnega udara ultradesničarskih legionarjev železne garde proti totalitarni vladi Antonesca. Med tridnevno akcijo Železne garde med 21. in 23. januarjem je bilo ubitih najmanj 120 bukareških Judov, večina v gozdu v bližini Jilave.
Aprila 1944 so Bukarešto dosegle ameriške in britanske zračne sile. 4. aprila 1944 je bil prvi večji napad letalstva ZDA. Padlo je 875 ton bomb. Glavna železniška postaja (Gara de Nord) je bila tudi bombardirana. Del bomb je padlo na stanovanjska območja. Bilo je veliko civilnih žrtev. 
15. aprila je sledil še en močen napad britanskega Kraljevega vojnega letalstva, tokrat z zažigalnimi bombami. Prav tako je bila resno poškodovana univerza. Proti koncu vojne 23. avgusta 1944 se je zgodil državni udar kralja Mihaela. Istega večera je Adolf Hitler odredil bombardiranje Bukarešte, ki se je nadaljevalo ves naslednji dan. Številne vladne in zgodovinske stavbe so bile poškodovane ali uničene. Dan kasneje je Romunija razglasila vojno proti Nemčiji. Po napadu Rdeče armade v Bukarešti 31. avgusta je bilo 12. septembra 1944 med Romunijo in Sovjetsko zvezo sklenjeno premirje.
Zaradi spora med novim premierjem Petrom Grozo in kraljem Mihaelom I. leta 1945, ker ni hotel podpisati nobenih zakonov, je Groza sprejel zakone brez kraljevega podpisa. 8. novembra 1945 je bila v Bukarešti pred Kraljevo palačo protikomunistična demonstracija. V nasilnem umirjanju demonstracij je bilo veliko aretacij, poškodb in smrti.

### Po 2. svetovni vojni do danes
V štirih desetletjih po drugi svetovni vojni se je mestno prebivalstvo povečalo za več kot dvakrat. Še posebej na obrobnih območjih je Bukarešta postala veliko gradbišče. Mesto se je potrojilo, razširilo na 21.700 hektarjev. Še posebej kmetje so v mestu našli nova delovna mesta v velikih industrijskih podjetjih. S seboj so prinesli svoj podeželski način življenja, ki določa podobo še danes. Da bi zadovoljili veliko povpraševanje po stanovanjih, je komunistična uprava začela obsežen stanovanjski program.
Bukareška deklaracija (Izjava za zagotavljanje miru in varnosti v Evropi) je bila sprejeta v obdobju od 4. do 6. julija 1966 na konferenci Varšavskega pakta.
4. marca 1977 je potres zajel območje okoli Bukarešte. Skupno je umrlo več kot 1500 ljudi. Delno je bila poškodovana tudi zgodovinska gradnja. Začela sta se čiščenje in nov razvoj mesta. Po potresu je Nicolae Ceaușescu videl priložnost, da skoraj v celoti nadomesti tradicionalno urbano strukturo mestnega središča z ogromnim političnim in upravnim središčem. Nastali so novi simboli veličastnega prikaza moči. Prevladuje palača parlamenta, pri gradnji katere je bilo zaposlenih približno 20.000 delavcev. Mesto je dobilo tudi podzemno železnico.
Sredi decembra 1989 se je v Temišvarju začela vstaja proti Ceaușescu. 21. decembra je dosegla Bukarešto. Vojaki Securitate, ostrostrelci in oklepne vojaške enote so začeli pokol nad ogorčeno množico. V nekdanji kraljevi palači in univerzitetni knjižnici so izbruhnili požari. Dan kasneje, 22. decembra 1989, je državna televizijska postaja TV Romania objavila, da je zavzeta. Samo v Bukarešti je bilo okrog 500 mrtvih. Po vstaji se je pokazalo, da je v Bukarešti nekaj bunkerskih sistemov in tunelov, nekateri še iz srednjega veka. Iz nekdanje zgradbe CK na primer predor vodi od avenije Victorei do podzemne železnice Universitate. Poleg tega ima parlamentarna palača velik bunker z različnimi izhodi. Leto kasneje so bili na Univerzitetnem trgu ponovno protesti proti izvolitvi Iona Iliesca za romunskega predsednika. Demonstrante so nasilno razgnali rudarji iz doline Jiului (Romuni imenujejo to mineriada), ki so bili pozvani na pomoč.
30. in 31. maja 1990 sta bila dva potresa moči 6,7 in 6,0. 
Leta 1995 je Bukarešta postala stalni sedež mednarodne organizacije SECI. 
Ob koncu devetdesetih je papež Janez Pavel II. obiskal romunsko prestolnico. Ob prazniku sprave med pravoslavno in katoliško cerkvijo sta se papež in patriarh Teoktist I. predstavila na osrednjem trgu Unirii 14. maja 1999 in simbolično oznanila donacijo za gradnjo največje pravoslavne stolnice na tem trgu.
Leta 2006 je bil v Bukarešti 11. vrh mednarodne organizacije frankofonije. V letu pristopa Romunije v EU je patriarh Teoktist I. umrl in 3. avgusta 2007 so ga pokopali v patriarhalni cerkvi. Mesto je od 2. aprila do 4. aprila 2008 gostilo XX. vrh Nata.

## Geografija
Bukarešta leži na bregovih reke Dâmbovița, ki se izliva v reko  Argeș, pritok Donave. Več jezer, od katerih so najpomembnejša jezero Herastra, Floreasca, Tei in  Colentina, je v severnih predelih mesta vzdolž reke Colentine, ki je pritok Dâmbovițe. Poleg tega je v središču prestolnice majhno umetno jezero Cișmigiu, obdano s parkom Cișmigiu. Ta park ima bogato zgodovino, saj so ga obiskovali pesniki in pisatelji. Odprt je bil leta 1847 in je narejen po načrtih nemškega arhitekta Carla F. W. Meyerja ter je glavni rekreacijski predel v središču mesta.
Poleg Cișmigiuja ima Bukarešta še park Herăstrău in botanični vrt. Herăstrău je v severnem delu mesta, okrog jezera Herăstrău, v njem je tudi Muzejska vas. Botanični vrt, ki je v soseščini Cotrocena nekoliko zahodno od mestnega središča, je največji te vrste v Romuniji, v njem raste več kot 10.000 vrst rastlin (veliko je eksotičnih); izvirajo iz parka kraljeve družine.
Jezero Văcărești je v južnem delu mesta. Ima več kot 190 hektarjev, od tega 90 ha vode, v njem gostuje 97 vrst ptic, polovica je zaščitena z zakonom, in najmanj sedem vrst sesalcev. Jezero je obkroženo s stanovanjskimi stavbami in je posledica človeškega poseganja v naravo. Območje je bila majhna vas, ki jo je Ceaușescu poskušal spremeniti v jezero. Po rušenju hiš in gradnji betonskega bazena je bil po revoluciji leta 1989 načrt opuščen. Skoraj dve desetletji so se v zapuščenem zelenem prostoru otroci lahko igrali, prejšnji lastniki zemljišč pa so nasprotovali prenovi v športni center. Ponovni razvoj ni uspel in v naslednjih letih je zeleni prostor postal edinstveni habitat. Maja 2016 je bilo jezero razglašeno za naravni park Văcărești.
Bukarešta leži v jugovzhodnem koncu romunske planote na območju, ki ga je nekoč pokrival gozd Vlăsieik Ko je bil očiščen, je nastala plodna ravnina. Kot mnoga mesta je tudi Bukarešta  zgrajena na sedmih gričih: Mihai Vodă, Dealul Mitropoliei, Radu Vodă, Cotroceni, Spirei, Văcărești in Sf. Gheorghe Nou.
Mesto ima površino 226 km². Nadmorska višina se giblje od 55,8 m na mostu čez Dâmbovițo v Cățelu v jugovzhodni Bukarešti in 91,5 m pri cerkvi Militari. Mesto je približno okrogle oblike, središče je na križišču glavnih osi sever−jug/vzhod−zahod na Univerzitetnem trgu. Mejnik za romunski kilometer nič je južno od Univerzitetnega trga pred cerkvijo Novi sveti Jurij (Sfântul Gheorghe Nou) na trgu svetega Jurija (Piața Sfântul Gheorghe). Polmer mesta, od Univerzitetnega trga do mestnih meja v vseh smereh se giblje od 10 do 12 km.
Do nedavnega so bile regije, ki obkrožajo Bukarešto, večinoma podeželje, po letu 1989 pa so se začela graditi predmestja v okolici Ilfovske županije. Leta 2010 naj bi začel veljati načrt Bukareški metropolitanski prostor, ki bi vključeval dodatne občine in mesta iz Ilfova in drugih sosednjih okrožij.

### Podnebje
Ob uporabi najblažje izoterme 0 °C za najhladnejši mesec ima Bukarešta vlažno celinsko podnebje Dfa po Köppnovi podnebni klasifikaciji. Pri uporabi izoterma −3 °C je podnebje stičišče med celinskim in skrajno spremenljivim toplim oceanskim in hladnim subtropskim. Zaradi svojega položaja na romunski planoti je lahko pozimi vetrovno. Zimske temperature pogosto padejo pod 0 °C, včasih celo do −20 °C. Poleti je povprečna temperatura 23 °C (povprečje za julij in avgust). Temperature v središču mesta so pogosto od 35 do 40 °C. Čeprav so povprečne količine padavin in vlažnost v poletnih mesecih nizke, se občasno pojavijo nevihte. Spomladi in jeseni so dnevne temperature med 17 in 22 °C, padavine spomladi pa so večje kot poleti, pogostejša pa so blažja obdobja dežja.

## Demografija
Po popisu leta 2011 je v mestnih mejah živelo 1.883.425 prebivalcev, kar je manj kot pri popisu leta 2002. To zmanjšanje je posledica nizkega naravnega prirasta, pa tudi zaradi preusmeritve prebivalstva iz samega mesta v sosednja majhna naselja, kot so Voluntari, Buftea in Otopeni. V študiji, ki so jo objavili Združeni narodi, je Bukarešta na 19. mestu med 28 mesti, v katerih se je od leta 1990 do sredine leta 2010 zmanjšalo število prebivalstva.
Prebivalstvo v Bukarešti se je dvakrat hitro povečalo, prvič konec 19. stoletja, ko je postala  prestolnica, kar je trajalo do druge svetovne vojne, drugič pa v letih Ceaușesca (1965−1989), ko se je začela velika urbanizacija in so se mnogi s podeželskih območij selili v prestolnico. V tem času se je zaradi odločitve Ceaușesca o prepovedi splava in kontracepcije povečalo število rojstev.
Bukarešta je mesto visoke gostote prebivalstva: 8260/km², ker večina prebivalstva živi v stanovanjskih blokih iz komunističnega obdobja (blocuri), kar pa je tudi odvisno od predela mesta: južne občine imajo večjo gostoto kot severne.
Približno 96,6 % prebivalstva v Bukarešti je Romunov. Druge pomembne etnične skupine so Romi, Madžari, Judje, Turki, Kitajci in Nemci. Sorazmerno malo je Grkov, Američanov, Francozov, Armencev, Lipovcev in Italijanov. Ena od večinoma grških sosesk je bila Vitan, v njej je živelo tudi judovsko prebivalstvo (69.885, 10,9 %) od skupaj 639.040 po popisu 1930, Judje so bili druga največja etnična skupina v Bukarešti; največ jih je bilo v Văcărești in na območjih okoli trga Unirii.
96,1 % je pravoslavcev, 1,2 % katoličanov, 0,5 % muslimanov in 0,4 % romunsko-grških katoličanov. Kljub temu samo 18 % prebivalstva katere koli vere obiskuje obrede le enkrat na teden. Pričakovana življenjska doba prebivalcev Bukarešte v letih 2003−2005 je bila 74,14 leta, kar je približno dve leti več od romunskega povprečja. Pričakovana življenjska doba žensk je bila 77,41 leta v primerjavi s 70,57 leta za moške.

## Gospodarstvo
Bukarešta je središče romunskega gospodarstva in industrije s približno 23 % (2013) BDP-ja države in približno četrtino industrijske proizvodnje, medtem ko ga naseljuje 9 % prebivalstva v državi. V Bukarešti državljani in podjetja plačajo skoraj tretjino državnih davkov. Leta 2013 je imela Bukarešta nominalni BDP na prebivalca 20.564 EUR (27.300 USD) ali 122 % povprečja Evropske unije in več kot dvakratnik romunskega povprečja. Po sorazmerni stagnaciji v devetdesetih letih je močna gospodarska rast mesta oživila infrastrukturo, odprtih je bilo veliko novih trgovinskih središč, zgrajenih veliko stanovanjskih naselij in visokih pisarniških stavb. Januarja 2013 je bila v Bukarešti 2,1-odstotna stopnja brezposelnosti, kar je precej manj kot 5,8 % v državi.
Gospodarstvo v Bukarešti je osredotočeno na industrijo in storitve, pri čemer so storitve v zadnjih desetih letih še vedno pomembne. Sedež 186.000 podjetij s skoraj vsemi velikimi romunskimi podjetji, je v Bukarešti. Od leta 2000 sta bila pomemben vir rasti hitro rastoča nepremičninski trg  in gradbeništvo. Bukarešta je tudi največji romunski center za informacijsko tehnologijo in komunikacije, v njej imajo sedež številna programerska podjetja. Največja romunska borza, Bukareška borza, ki je bila decembra 2005 združena z elektronsko borzo v Bukarešti Rasdaq, ima pomembno vlogo v mestnem gospodarstvu.
V Bukarešti so mednarodne verige supermarketov, kot so Carrefour, Cora in METRO. Prodaja na drobno se povečuje, saj se vsako leto odprejo novi supermarketi in hipermarketi. Tu so luksuzne blagovne znamke, kot so Louis Vuitton, Hermes, Gucci, Armani, Hugo Boss, Prada, Calvin Klein, Rolex, Burberry in mnogi drugi. Tržnice in veliki nakupovalni centri so bili zgrajeni od konca devetdesetih let, to so AFI Palace Cotroceni, Sun Plaza, nakupovalno mesto Băneasa, Plaza Romunija, nakupovalni center Unirea in center Liberty. Tradicionalne maloprodajne arkade in trgi so na Oborju.

## Kultura
Bukarešta raste tudi kot kulturno središče vizualnih, uprizoritvenih umetnosti in nočnega življenja. V primerjavi z drugimi deli Romunije, kot je obala Črnega morja ali Transilvanija, kultura v Bukarešti nima posebnega sloga, temveč vključuje prvine romunske in mednarodne kulture.

### Znamenitosti
Morda je najpomembnejša palača Palača parlamenta, zgrajena leta 1980, ko je vladal komunistični diktator Nicolae Ceaușescu. Je največji parlament na svetu. V palači je romunski parlament (poslanska zbornica in senat), pa tudi Narodni muzej sodobne umetnosti. Stavba se ponaša z enim največjim kongresnih centrov na svetu.
Druga znamenitost v Bukarešti je Slavolok zmage (Arcul de Triumf din București), zgrajen v svoji sedanji obliki leta 1935 in oblikovan po Slavoloku zmage v Parizu. 
Novejša znamenitost mesta je Memorialul Renașterii (spomenik ponovnega rojstva), stiliziran marmorni steber, ki je bil leta 2005 postavljen v spomin na žrtve romunske revolucije leta 1989, ki je zrušila komunizem. Abstraktni spomenik je sprožil polemiko, ko so ga odkrili, dajali so mu vzdevke, kot je măslina-n scobitoare (oljka na zobotrebcu), saj mnogi trdijo, da se ne ujema z okolico in da je njegova izbira temeljila na političnih razlogih.
Romunski Atenej je simbol romunske kulture, od leta 2007 pa je na seznamu znamenitosti evropske dediščine.
Hotel InterContinental Bukarešta je hotel s petimi zvezdicami blizu Univerzitetnega trga in je tudi znamenitost mesta. Stavba je zasnovana tako, da je iz vsake sobe enkraten pogled na mesto.
Hiša svobodnega tiska (Casa Scânteii) je replika slavne državne univerze Lomonosov. Ta stavba, zgrajena v značilnem slogu velikih sovjetskih projektov, naj bi bila reprezentativna za nov politični režim in uveljavljanje nadvlade komunistične doktrine. Gradnja se je začela leta 1952 in je bila končana leta 1957, nekaj let po Stalinovi smrti (1953). Ime ima po uradnem glasilu Centralnega komiteja romunske komunistične partije Scânteia in je bila namenjena združitvi vseh uradnih tiskovnih in založniških hiš v Bukarešti. To je edina stavba v Bukarešti, v kateri so kladivo in srp, rdeča zvezda in druge komunistične oznake, reliefi v medaljonih, ki obkrožajo fasado.
Druga kulturna prizorišča so Narodni muzej umetnosti Romunije, Naravoslovni muzej Grigora Antipe, Muzej romunskega kmeta (Muzeul țăranului Român), Narodni zgodovinski muzej in Vojaški muzej.

### Umetnost
V mestu so muzeji klasične in sodobne romunske umetnosti ter izbrana mednarodna dela. Narodni muzej umetnosti Romunije je morda najbolj znan od muzejev v Bukarešti. Je v Kraljevi palači in ima zbirke srednjeveške in sodobne romunske umetnosti, med njimi dela kiparja Constantina Brâncușija in mednarodne zbirke romunske kraljeve družine.
Drugi, manjši muzeji imajo specializirane zbirke. Muzej Zambaccian, v nekdanjem domu zbiralca umetnin Krikorja H. Zambacciana, hrani dela znanih romunskih umetnikov in mednarodnih umetnikov, kot so Paul Cézanne, Eugène Delacroix, Henri Matisse, Camille Pissarro in Pablo Picasso.
Muzej Gheorgha Tattaresca hrani portrete romunskih revolucionarjev v izgnanstvu, kot so Gheorghe Magheru, Ștefan Golescu in Nicolae Bălcescu, ter alegorične kompozicije z revolucionarji (Romunsko ponovno rojstvo, 1849) in patriotske teme (Združevanje univerze 1857). Druga impresivna umetniška zbirka, v kateri so pomembni romunski slikarji, je v rezidenci Ligia in Pompiliu Macovei, ki je odprta za obiskovalce, saj je zdaj del dediščine muzeja v Bukarešti.
Muzej Theodorja Palladyja je v eni najstarejših trgovskih hiš v Bukarešti in hrani dela romunskega slikarja Theodorja Palladyja ter evropsko in orientalsko pohištvo.
Zbirke muzeja umetnosti vsebujejo zbirke romunskih umetnikov, med njimi Krikorja Zambacciana in Theodorja Palladyja.
Poleg klasičnih umetniških galerij in muzejev je v mestu tudi sodobna umetnost. Narodni muzej sodobne umetnosti (MNAC), ki je v krilu palače Parlamenta, je bil odprt leta 2004 in hrani romunsko in mednarodno sodobno umetnost. MNAC vodi tudi Kalinderu MediaLab, ki skrbi za multimedijsko in eksperimentalno umetnost. Zasebne umetniške galerije so razpršene po celotnem mestnem jedru.
V palači Narodne banke Romunije je državna numizmatična zbirka. Razstava prikazuje bankovce, kovance, dokumente, fotografije, zemljevide, palice srebra in zlata, kovinske kovance in matrice ter kalupe. Stavba je bila zgrajena med letoma 1884 in 1890. V tezavrski sobi so značilni marmorni okraski.

### Religija
Bukarešta je sedež patriarha romunske pravoslavne cerkve, ene od vzhodnih pravoslavnih cerkva v občestvu s carigrajskim patriarhom, pa tudi njenih podrazdelkov, metropolije Muntenia in Dobrudže in Bukareške nadškofije. Pravoslavni verniki menijo, da je Demetrius Basarabov pokrovitelj mesta.
Mesto je center za druge krščanske organizacije v Romuniji, vključno z rimskokatoliško nadškofijo, ustanovljeno leta 1883, in romunsko grško-katoliško eparhijo svetega Bazila Velikega, ustanovljeno leta 2014.
V Bukarešti je tudi šest sinagog, med njimi Templul Coral, Velika sinagoga in tempelj Svete unije. Slednji je bil spremenjen v Muzej zgodovine romunske judovske skupnosti, medtem ko so v Veliki sinagogi in Templul Coralu redni obredi.
Mošeja, ki bo lahko sprejela 2000 ljudi, se načrtuje in bo zgrajena na  bulvarju Expoziției, št. 22 do 30. Zemljišče, na katerem bo zgrajena mošeja, je romunska vlada podelila muftiju muslimanov v Romuniji v 49-letni najem. Projekt bo financirala turška vlada in različne donacije.
- Romunska patriarhalna stolnica in Palača patriarhata
- Cerkev svetega Spiridona Nova, največja cerkev v Bukarešti
- Notranjost cerkve svetega Antona, najstarejša v mestu
- Strop samostanske cerkve Stavropoleos
- Ruska cerkev svetega Nikolaja
- Detajl sinagoge Yeshua Tova, najstarejša v mestu

## Arhitektura
Središče mesta je mešanica srednjeveških, neoklasicističnih in art nouveaujevskih stavb, pa tudi neoromunskih iz začetka 20. stoletja ter sodobnih stavb iz dvajsetih in tridesetih 20. stoletja. Večinoma utilitarna arhitektura komunističnega obdobja prevladuje nad najjužnejšimi okrožji. Nedavno zgrajene sodobne strukture, kot so nebotičniki in poslovne zgradbe, dopolnjujejo pokrajino.

### Zgodovinska arhitektura
Mestno srednjeveško arhitekturo in večino tistega, kar je preživelo do sodobnega časa, so uničili komunistična sistemska prilagoditev, požari in vojaški vdori. Nekaj srednjeveških in renesančnih stavb je ostalo, najbolj opazne so na območju Lipscani. Tu so Hanul lui Manuc (prenočišče) in ruševine starega sodišča (Curtea Veche); to območje je bilo v poznem srednjem veku trgovsko središče Bukarešte. Od 1970-ih dalje se je območje zlilo z mestnim okoljem, številne zgodovinske stavbe pa so se zrušile. Leta 2005 je bilo območje Lipscani spremenjeno v območje za pešce in se obnavlja.
Mestno središče je ohranilo arhitekturo iz poznega 19. in začetka 20. stoletja, še posebej med vojno, ki se pogosto šteje za "zlato dobo" bukareške arhitekture. V tem času se je mesto povečalo po velikosti in bogastvu, zato je poskušalo posnemati druge velike evropske prestolnice, kot je Pariz. Veliko arhitekture  spada v sodobni (racionalistični) arhitekturni tok, ki ga vodita Horia Creangă in Marcel Iancu.
V Romuniji so težnje po inovacijah v arhitekturnem jeziku izpolnile potrebo po vrednotenju in uveljavljanju državne kulturne identitete. Dela art nouveauja se najdejo v novem arhitekturnem slogu, ki ga je sprožil Ion Mincu in so ga prevzeli drugi ugledni arhitekti, ki izkoriščajo pomembne značilnosti romunske laične in srednjeveške cerkvene arhitekture (na primer palača Mogoșoaia, cerkev samostana Stavropoleos ali izginule cerkve samostana Văcărești) in romunskih ljudskih motivov.
Dve pomembni zgradbi tega časa sta Crețulescova palača, v kateri so kulturne ustanove, tudi Evropski center za visokošolsko izobraževanje Unesca in Palača Cotroceni, rezidenca romunskega predsednika. Več velikih gradbenih objektov, kot so Gara de Nord, najpomembnejša železniška postaja v mestu, sedež Narodne banke Romunije in Telefonska palača, datirajo v ta čas. Leta 2000 so zgodovinske stavbe v središču mesta obnavljali. V nekaterih stanovanjskih predelih mesta, zlasti v srednjih in severnih okrožjih z visokimi dohodki, so vile iz 20. stoletja na začetku devetdesetih let večinoma začeli obnavljati.
- Cantacuzinova palača – francoski barok
- Pasaža Macca-Vilacrosse, s steklom pokrita arkada
- Palača CEC  – eklekticizem v arhitekturi
- Casa Capșa, kavarna in hotel
- Caru'cu Bere – neogotika
- Centralna šola Bukarešte – neoromanika

### Komunistična arhitektura
Večji del bukareške arhitekture sestavljajo stavbe, zgrajene v komunizmu, ki so zamenjale zgodovinsko arhitekturo s stanovanjskimi bloki z visoko gostoto, porušeni so bili pomembni deli zgodovinskega središča Bukarešte, da bi zgradili eno največjih stavb na svetu, Palačo parlamenta (ki se je nato uradno imenoval Hiša republike). Po načrtu sistemske prilagoditve Nicolaea Ceaușesca so bile nove stavbe zgrajene na prej zgodovinskih območjih, ki so bila porušena.
Edinstven primer te vrste arhitekture je Centrul Civic, ki je zamenjal večji del zgodovinskega mestnega jedra Bukarešte z velikanskimi utilitarnimi zgradbami, predvsem z marmornimi ali fasadami iz travertina, ki jih navdihuje severnokorejska arhitektura. Množična rušenja v osemdesetih letih dvajsetega stoletja, ko je bilo uničenih skupno osem kvadratnih kilometrov zgodovinskega središča Bukarešte, tudi samostani, cerkve, sinagoge, bolnišnica in športni stadion v art decoju, se je močno spremenil videz mesta. Arhitekturno obdobje v komunističnem času je mogoče najti tudi v stanovanjskih okrožjih, predvsem z blocuri, mnogimi stanovanjskimi bloki, v katerih živi večina mestnega prebivalstva.
Nekaj je tudi stavb iz konca leta 1940 in 1950 v slogu sovjetskega stalinističnega socialističnega realizma, na primer Hiša svobodnega tiska (v komunizmu imenovana Casa Scînteii).

### Sodobna arhitektura
Od padca komunizma leta 1989 je bilo nekaj stavb iz komunističnega obdobja prenovljenih, posodobljenih in uporabljenih za druge namene, na primer zastareli maloprodajni kompleksi so bili preoblikovani v nakupovalna in trgovinska središča. Te ogromne, krožne dvorane, ki so bile neuradno imenovane cirkusi lakote (Circ al foamei) zaradi pomanjkanja hrane v osemdesetih letih, so bile v času Ceaușesca postavljene kot proizvodni trgi in refektoriji, čeprav je večina ostala nedokončana.
Sodobna nakupovalna središča, kot so Unirea, Bukareški Mall, Plaza Romunija in City Mall, so nastala na že obstoječih strukturah nekdanjih cirkusov lakote. Drug primer je pretvorba velike utilitarne gradnje Centrul Civic v hotel Marriott. Po letu 2000 je namreč v mestu cvetel nepremičninski trg, mnoge stavbe komunističnega obdobja so bile v središču mesta, zato so bile glavne nepremičnine. Stanovanjski bloki iz komunističnega obdobja so bili tudi prenovljeni, da bi izboljšali urbani videz.
Najnovejši prispevek k arhitekturi po padcu komunizma je bil zlasti po letu 2000, ko so mesto prenavljali in arhitekturno oživljali na podlagi gospodarske rasti v Romuniji. Stavbe iz tega časa so večinoma iz stekla in jekla, pogosto pa imajo več kot 10 nadstropij, na primer nakupovalna središča, poslovne stavbe, sedeži bank itd.
V zadnjih desetih letih je bilo zgrajenih več visokih pisarniških stavb, zlasti v severnih in vzhodnih predelih mesta. Poleg tega so zgodovinskim stavbam dodajali sodobna krila in fasade.  Zgradba Združenja arhitektov Bukarešte je na primer sodobna stekleno-jeklena konstrukcija, zgrajena v zgodovinski kamniti fasadi. Leta 2013 je Bukarešto obogatil 137 m visok nebotičnik City Centre Floreasca, ki je trenutno najvišja stavba v Romuniji. Sodobni nebotičniki, zgrajeni v 21. stoletju, so Bucharest Tower Center, Euro Tower, Nusco Tower, Cathedral Plaza, City Gate Towers, Rin Grand Hotel, Premium Plaza, Bucharest Corporate Center, Millennium Business Center, PGV Tower, Charles de Gaulle Plaza, Business Development Center Bucharest, BRD Tower in Bucharest Financial Plaza. Kljub temu razvoju v višino se romunski arhitekti izogibajo oblikovanju zelo visokih stavb zaradi občutljivosti za potrese.
Poleg stavb za podjetja in ustanove so bile zgrajene tudi stanovanjske stavbe, sestavljene iz visokih pisarniških stavb in primestnih stanovanjskih skupnosti. Tak nov stanovanjski kompleks je Asmita Gardens. Ta razvoj je vedno bolj viden v severni Bukarešti, ki ni tako gosto naseljena, v njej živita srednji in višji razred Bukareščanov, saj skušajo ponovno oživiti mesto.

## Pobratena mesta
Bukarešta je pobratena z mesti:
- São Paulo, Brazilija (2000)
- Peking, Kitajska (2005)
- Nikozija, Ciper (2004)
- Aman, Jordanija (1999)
- Tirana, Albanija
- Kišinjev, Moldavija
- Manila, Filipini
- Atlanta, ZDA (1994)
- London, Združeno kraljestvo
- Moskva, Rusija
- Atene, Grčija
- Hannover, Nemčija
- Montreal, Kanada
- Detroit, ZDA
- Regina, Saskatchewan, Kanada
- Sofija, Bolgarija
- Ankara, Turčija
- Pretoria, Republika Južna Afrika
- Damask, Sirija
- Lagos, Nigerija
- Hanoj, Vietnam
- Atenes, Georgia, ZDA